# (36000) 1999 NV22
1999 NV22 (asteroide 36000) é um asteroide da cintura principal. Possui uma excentricidade de 0.10650290 e uma inclinação de 5.42968º.
Este asteroide foi descoberto no dia 14 de julho de 1999 por LINEAR em Socorro.